# Edward Gein
Edward Theodore Gein (27. kolovoza 1906. – 26. srpnja 1984.) jedan od najozloglašenijih američkih serijskih ubojica. Poznat je po iskapanju grobova u Wisconsinu, pravljenju suvenira od posmrtnih ostataka i ubojstvima dvaju žena 1954. i 1957. godine.